# إقليم ماهاجانجا
ماهاجانجا هو إقليم سابق في مدغشقر تبلغ مساحته 150,023 كيلومتر مربع. وكان عدد سكانه 1,896,000 (عام 2004). وكانت عاصمته ماهاجانجا.
باستثناء إقليم فيانارانتسوا، تحده كل من الأقاليم التالية:
- أنتسيرانانا-الشمال
- تواماسينا-الشرق
- أنتاناناريفو-جنوب شرق
- توليارا-جنوب غرب

## التقسيمات الإدارية
مقاطعة ماهاجانغا قسمت إلى أربع مناطق-بيتسيبوكا، بوني، ملكي وصوفيا. وأصبحت هذه المناطق الأربع التقسيمات الإدارية في المستوى الأول عندما ألغيت المقاطعات في عام 2009. وهي تنقسم إلى 20 مقاطعة:
| - المنطقة بيتسيبوكا: - 10. حي كندرو (كندرو) - 11. حي مايفاتانانا (مايفاتانانا) - 21. حي تساراتانانا (تساراتانانا) - المنطقة بوني: - 1. حي أمباتوبويني (أمباتوبويني) - 12. الثاني ماهاجانغا - 13. ماهاجانغا - 17. حي ماروفواي (ماروفواي) - 18. حي ميتسينجو (ميتسينجو) - 20. حي سوالالا (سوالالا) - المنطقة ملكي: - 2. حي أمباتوماينتي (أمباتوماينتي) - 4. حي أنتسالوفا (أنتسالوفا) - 8. حي بيسالامبي (بيسالامبي) - 14. حي مينتيرانو (مينتيرانو) - 19. حي مورافينوبي (مورافينوبي) - منطقة صوفيا: - 3. حي أنالالافا (أنالالافا) - 5. حي أنتسوهيهي (أنتسوهيهي) - 6. حي بيالانانا (بيالانانا) - 7. منطقة الشمال بيفاندريانا (بيفاندريانا-نور) - 9. حي بوريزيني (بوريزيني) - 15. حي مامبيكونى (مامبيكونى) - 16. حي ماندرينتسارا (ماندرينتسارا) |